# ایرتون (آیووا)
ایرتون (به انگلیسی: Ireton) شهری در ایالت آیووا کشور ایالات متحده آمریکا است که جمعیت آن در سرشماری سال ۲۰۱۰ میلادی، ۶۰۹ نفر بوده‌است.